# Игнатов, Игорь Владимирович (футболист)
И́горь Влади́мирович Игна́тов (12 сентября 1970, Михайловск, Свердловская область, РСФСР, СССР) — советский и российский футболист, нападающий.

## Биография
Дебютировал в составе свердловского «Уралмаша» в 1987 году во второй лиге СССР. В дальнейшем выступал также за клубы «Уралец», «МЦОП-Металлург» и «Гастелло».
В начале 1992 года переехал на Украину, где заключил договор с «Таврией». Дебютировал 16 февраля в победном (2:0) выездном поединке 1/32 финала Кубка Украины против севастопольской «Чайки». Во второй половине февраля провел 2 неполных поединка в Кубке Украины.
Весной 1992 года вернулся в «Гастелло».
В 1993 году перешёл в «Уралмаш». Дебютировал в российской высшей лиге 7 апреля в поединке против московского «Динамо». Провел три матча, затем получил травму, долго восстанавливался, два года играл в чемпионате Свердловской области за «Михалюм» (Михайловск). Завершил карьеру также в «Уралмаше» в 1998 году.
Позже играл на любительском уровне за новоуральский «Ява-Кедр»